# USAC-Saison 1976
Die USAC-Saison 1976 war die 55. Meisterschaftssaison im US-amerikanischen Formelsport. Sie begann am 14. März in Phoenix und endete am 7. November ebenfalls in Phoenix. Gordon Johncock sicherte sich den Titel.

## Rennergebnisse
Alle Strecken waren asphaltierte Ovale.
| Nr. | Datum         | Veranstaltung (Rennstrecke)                                      | Meilen | Sieger            | Siegerteam          |
| --- | ------------- | ---------------------------------------------------------------- | ------ | ----------------- | ------------------- |
| 1   | 14. März      | Jimmy Bryan 150 (Phoenix International Raceway)                  | 150    | Bobby Unser       | Eagle-Offenhauser   |
| 2   | 02. Mai       | Trenton 200 (Trenton International Speedway)                     | 210    | Johnny Rutherford | McLaren-Offenhauser |
| 3   | 30. Mai       | International 500 Mile Sweepstakes (Indianapolis Motor Speedway) | 255    | Johnny Rutherford | McLaren-Offenhauser |
| 4   | 13. Juni      | Rex Mays Classic (The Milwaukee Mile)                            | 150    | Mike Mosley       | Eagle-Offenhauser   |
| 5   | 27. Juni      | Schaefer 500 (Pocono International Raceway)                      | 500    | Al Unser          | Parnelli-Cosworth   |
| 6   | 18. Juli      | Norton Twin 200s (Michigan International Speedway)               | 200    | Gordon Johncock   | Wildcat-DGS         |
| 7   | 01. August    | Texas 150 (Texas World Speedway)                                 | 150    | A.J. Foyt         | Coyote-Foyt         |
| 8   | 15. August    | Trenton 200 (Trenton International Speedway)                     | 175,5  | Gordon Johncock   | Wildcat-DGS         |
| 9   | 22. August    | Tony Bettenhausen 200 (The Milwaukee Mile)                       | 200    | Al Unser          | Parnelli-Cosworth   |
| 10  | 05. September | California 500 (Ontario Motor Speedway)                          | 500    | Bobby Unser       | Eagle-Offenhauser   |
| 11  | 18. September | Michigan 150 (Michigan International Speedway)                   | 150    | A.J. Foyt         | Coyote-Foyt         |
| 12  | 31. Oktober   | Benihana World Series of Auto Racing (Texas World Speedway)      | 200    | Johnny Rutherford | McLaren-Offenhauser |
| 13  | 07. November  | Bobby Ball 150 (Phoenix International Raceway)                   | 150    | Al Unser          | Parnelli-Cosworth   |

## Fahrer-Meisterschaft (Top 10)
| 1. | Gordon Johncock      | 4240 |
| 2. | Johnny Rutherford    | 4220 |
| 3. | Wally Dallenbach sr. | 3105 |
|    | Al Unser             | 3020 |
| 5. | Mike Mosley          | 2120 |

| 6.  | Bobby Unser    | 2080 |
| 7.  | A.J. Foyt      | 1720 |
| 8.  | Tom Sneva      | 1570 |
| 9.  | Mario Andretti | 1200 |
| 10. | Johnny Parsons | 980  |